# Dodge Aspen / Plymouth Volaré
Dodge Aspen («Додж Э́спен») и Plymouth Volaré («Плимут Во́лэри») — версии одной и той же модели легкового автомобиля, выпускавшиеся в США с 1976 по 1980 годы фирмой Chrysler.

## Происхождение названий
Аспен — город в США, а название «Volaré» происходит от названия известной итальянской песни Volare (в том числе, использовавшейся в рекламе этого автомобиля).

## История
С 1967 года подразделения Plymouth и Dodge, входящие в состав концерна Chrysler, выпускали очень похожие друг на друга модели Plymouth Valiant и Dodge Dart, пользовавшиеся устойчивым хорошим спросом и репутацией крайне надёжных и выносливых автомобилей. Однако к середине семидесятых годов руководство концерна решило, что A-Platform, на которой базировались эти автомобили и множество их разновидностей, «пора на покой». В конце 1975 года была представлена новая F-platform (по сути всё же бывшая улучшенной и переработанной версией старой A-Platform), на базе которой были созданы абсолютно одинаковые кроме бейджей и декоративной отделки модели Plymouth Volaré и Dodge Aspen.
Новые модели имели вполне заурядный дизайн в стиле тогдашнего «мейнстрима» Chrysler Corporation и, по сравнению с A-Platform, слегка большие размеры — хотя по американским меркам на год запуска в серию они все ещё оставались «компактными» автомобилями. Впрочем, к концу своего выпуска они стали обозначаться уже как среднеразмерные, а по меркам 1980-х годов могли классифицироваться даже как полноразмерные. Двигатели также выросли в объёме и включали базовый 225-кубовый (3,7 литра) шестицилиндровый либо 318- или 360-кубовые V8 (5,2 и 5,9 литра). Мощность их, впрочем, была относительно рабочих объёмов невысока. Ассортимент коробок передач был стандартным — 3-ступенчатая АКПП или МКПП-4. Передняя подвеска сохранила торсионы в качестве упругих элементов, как и на A-Platform, но теперь они были расположены поперечно, на манер двух гипертрофированных стабилизаторов поперечной устойчивости, а не продольно. Сзади остались надёжные рессоры, поддерживающие цельный задний мост.
Гамма кузовов была стандартной для тех лет — седан и купе (купе было продано намного больше — такова была специфика рынка), но ещё в ней присутствовал по тем временам уникальный для этого класса универсал. Седан и универсал имели более длинную колёсную базу по сравнению с купе, что, с одной стороны позволило создать более гармоничный внешний облик двухдверки, но с другой — уменьшило пространство для ног задних пассажиров. Отделка салона была более «люксовой» по сравнению с A-Paltform, в частности, вместо окрашенных металлических панели приборов и верхних частей обивочных панелей дверей появились более нарядные цельноформованные пластмассовые. При этом и сами по себе новые машины были несколько дороже, чем аналогичные A-body. Оформление панели приборов повторяло в уменьшенном и упрощённом виде более крупные модели концерна.
В целом неплохие для своего времени и целевого рынка, автомобили F-platform из-за настойчивого давления со стороны руководства «Крайслера» были запущены в серийное производство слишком рано — фактически, первые покупатели выступали в роли последних испытателей. В результате этой спешки машины первых лет выпуска пестрели дефектами сборки и браком — что привело к огромному количеству дорогостоящих отзывов и резкому падению авторитета как самих автомобилей, так и корпорации в целом.
Со временем с большинством выявленных дефектов удалось справиться: качество сборки подтянулось до приемлемого по меркам той эпохи уровня, быстро ржавеющие крылья стали делать из оцинкованного листа и снабжать пластиковыми подкрылками, и так далее; однако авторитет моделей к этому времени уже был подорван, кроме того, начался очередной этап «бензинового кризиса», поэтому надолго (в особенности — по сравнению со своими предшественниками) Aspen и Volare на конвейере не задержались, уступив место в 1980 году намного более мелким и «европеизированным» Dodge Aries и Plymouth Reliant.
Впрочем, уже в конце 1970-х годов на базе F-body была создана очень похожая на неё платформа M-body, на основе которой выпускались автомобили под обозначениями Dodge Diplomat, Chrysler LeBaron, Plymouth Grand Fury, Chrysler New Yorker и Chrysler Fifth Avenue. По сути они отличались от F-platform только нюансами дизайна и местом сборки — не Hamtramck, штат Мичиган, а Сент-Луис, штат Миссури; причём выпускались они на более современно оборудованном заводе, имеющем также более высокую культуру производства, что позволило с самого начала создать моделям, построенным на этой платформе, совсем другой имидж у покупателей по сравнению с практически идентичными по конструкции F-body. Все они уже считались по меркам тех лет полноразмерными, хотя при сравнимых наружных габаритах существенно уступали более современным аналогам по объёма салона. Последние из них ушли с конвейера только в самом конце 1980-х годов, так как, не имея других платформ в этом классе, Chrysler был вынужден использовать не самую удачную M-platform до самого 1989 года. К этому времени основными покупателями консервативных заднеприводных моделей с рессорной задней подвеской были полиция, прокатные конторы и таксомоторные парки. Основанные на той же технической базе платформы J-body и Y-body (купе Chrysler Cordoba, Dodge Mirada и Imperial), напротив, продержались всего по несколько лет.
Chrysler, в течение длительного времени не имевший ни собственных успешных «субкомпактных» моделей, ни достаточно конкурентоспособных «полноразмерных» или «среднеразмерных» автомобилей, в те годы во многом полагался на автомобили класса compact car в качестве основного источника прибыли. Во многом именно провал «компактов» F-Platform повлиял на ту сложнейшую финансовую ситуацию, в которой оказалась корпорация на рубеже десятилетий и из которой она сумела выбраться только благодаря беспрецедентному государственному кредиту.

## Возрождение названия
В 2007 году название Aspen было возрождено для модели Chrysler Aspen, хотя многие эксперты сошлись во мнении, что использование этого имени, мягко говоря, не добавляет автомобилю авторитета, так как ассоциируется с коммерчески малоуспешной моделью из периода «тёмных времён» для Chrysler Corporation.

## Интересные факты
- Автомобиль Dodge Aspen можно видеть в советском фильме «Возвращение резидента».